# Петропавлівка (Бериславський район)
Петропа́влівка — село в Україні, у Новоолександрівській сільській громаді Бериславського району Херсонської області. Населення становить 722 осіб.

## Географія
Селом тече річка Кам'янка.

## Історія
Село засноване до 1932 року, точна дата заснування не встановлена. 
12 червня 2020 року, відповідно до розпорядження Кабінету Міністрів України № 726-р «Про визначення адміністративних центрів та затвердження територій територіальних громад Херсонської області», Петропавлівська сільська рада об'єдна з Новоолександрівською сільською громадою.
17 липня 2020 року, в результаті адміністративно-територіальної реформи та ліквідації Нововоронцовського району, село увійшло до складу Бериславського району.
З початку широкомасштабного російського вторгнення в Україну село перебувало під тимчасовою російською окупацією.
6 жовтня 2022 року Збройні сили України звільнили село від російських загарбників і над селом знову замайорив прапор України.

## Населення
Згідно з переписом УРСР 1989 року чисельність наявного населення села становила 771 особа, з яких 351 чоловік та 420 жінок.
За переписом населення України 2001 року в селі мешкали 722 особи.

### Мовний склад
Рідна мова населення за даними перепису 2001 року:
| Мова       | Чисельність, осіб | Доля     |
| ---------- | ----------------- | -------- |
| Українська | 698               | 96,67 %  |
| Російська  | 14                | 1,94 %   |
| Вірменська | 8                 | 1,11 %   |
| Інше       | 2                 | 0,28 %   |
| Разом      | 722               | 100,00 % |